# U-883
U-883 foi um U-boat Tipo IXD/42 da Kriegsmarine da Alemanha nazista na Segunda Guerra Mundial.
O U-883 foi projetado em 1942 e foi o único submarino Tipo IXD/42 que foi comissionado. Ele era semelhante ao submarino Tipo IXD, mas tinha potência de motor aumentada de 4.400 para 5.400 ehp.
O U-883 foi encomendado em 27 de março de 1945, poucas semanas antes da conquista alemã, e foi entregue em Cuxhaven em 5 de maio de 1945. Foi construído como parte da Operação Deadlight em 31 de dezembro de 1945.

## Formação
Os submarinos alemães Tipo IXD42 eram consideravelmente maiores que os originais Tipo IX. O U-883 teve um deslocamento de 1.616 toneladas (1.590 toneladas longas) quando na superfície e 1.804 toneladas (1.776 toneladas longas) quando submerso. O submarino tinha um comprimento total de 87,58 m, um comprimento de casco pressurizado de 68,50 m, uma boca de 7,50 m, uma altura de 10,20 m e calado de 5,35 m. O submarino era movido por dois motores a diesel MAN M 9 V 40/46 superalimentados, quatro tempos e nove cilindros, produzindo um total de 4.400 cavalos de potência para uso durante a superfície, dois Siemens-Schuckert 2 GU 345/ 34 motores elétricos de dupla ação produzindo um total de 1.000 cavalos de potência (1.010 PS; 750 kW) para uso submerso. Ela tinha dois eixos e duas hélices de 1,85 m. O barco era capaz de operar em profundidades de até 200 metros.
O submarino tinha uma velocidade máxima de superfície de 19,2 nós (35,6 km/h; 22,1 mph) e uma velocidade submersa máxima de 6,9 nós (12,8 km/h; 7,9 mph). Quando submerso, o barco poderia operar por 121 milhas náuticas (224 km; 139 mi) a 2 nós (3,7 km/h; 2,3 mph); quando emergiu, ela poderia viajar 31.500 milhas náuticas (58.300 km; 36.200 mi) a 10 nós (19 km/h; 12 mph). O U-883 foi equipado com seis tubos de torpedo de 53,3 cm (quatro montados na proa e dois na popa), 24 torpedos, um canhão naval SK C/32 de 10,5 cm, 150 tiros e um Flak M42 de 3,7 cm com 2.575 tiros, bem como dois canhões antiaéreos gêmeos C/30 de 2 cm com 8.100 tiros. O barco tinha uma tripulação de cinquenta e cinco.

## Ligações Externas
- Helgason, Guðmundur. "The Type IXD/42 boat U-883". German U-boats of WWII - uboat.net. Recuperado em 2 de fevereiro de 2015.| - v - d - e Submarino tipo IX | - v - d - e Submarino tipo IX                                                                                                                                                                                                                                                                                                                                                                                                                                                                                                                                                                                                                                                                                                          |
| ----------------------------- | --- |
| Tipo IXA                      | - U-37 - U-38 - U-39 - U-40 - U-41 - U-42 - U-43 - U-44 |
| Tipo IXB                      | - U-64 - U-65 - U-103 - U-104 - U-105 - U-106 - U-107 - U-108 - U-109 - U-110 - U-111 - U-122 - U-123 - U-124 |
| Tipo IXC                      | - U-66 - U-67 - U-68 - U-125 - U-126 - U-127 - U-128 - U-129 - U-130 - U-131 - U-153 - U-154 - U-155 - U-156 - U-157 - U-158 - U-159 - U-160 - U-161 - U-162 - U-163 - U-164 - U-165 - U-166 - U-171 - U-172 - U-173 - U-174 - U-175 - U-176 - U-501 - U-502 - U-503 - U-504 - U-505 - U-506 - U-507 - U-508 - U-509 - U-510 - -511 - U-512 - U-513 - U-514 - U-515 - U-516 - U-517 - U-518 - U-519 - U-520 - U-521 - U-522 - U-523 - U-524 |
| Tipo IXC/40                   | - U-167 - U-168 - U-169 - U-170 - U-183 - U-184 - U-185 - U-186 - U-187 - U-188 - U-189 - U-190 - U-191 - U-192 - U-193 - U-194 - U-525 - U-526 - U-527 - U-528 - U-529 - U-530 - U-531 - U-532 - U-533 - U-534 - U-535 - U-536 - U-537 - U-538 - U-539 - U-540 - U-541 - U-542 - U-543 - U-544 - U-545 - U-546 - U-547 - U-548 - U-549 - U-550 - U-801 - U-802 - U-803 - U-804 - U-805 - U-806 - U-841 - U-842 - U-843 - U-844 - U-845 - U-846 - U-853 - U-854 - U-855 - U-856 - U-857 - U-858 - U-865 - U-866 - U-867 - U-868 - U-869 - U-870 - U-877 - U-878 - U-879 - U-880 - U-881 - U-889 - U-1221 - U-1222 - U-1223 - U-1224 - U-1225 - U-1226 - U-1227 - U-1228 - U-1229 - U-1230 - U-1231 - U-1232 - U-1233 - U-1234 - U-1235 |
| Tipo IXD                      | - U-177 - U-178 - U-179 - U-180 - U-181 - U-182 - U-195 - U-196 - U-197 - U-198 - U-199 - U-200 - U-847 - U-848 - U-849 - U-850 - U-851 - U-852 - U-859 - U-860 - U-861 - U-862 - U-863 - U-864 - U-871 - U-872 - U-873 - U-874 - U-875 - U-876 |
| Lista de submarinos alemães   | |